# 牧保才
牧保才（1927年—1952年10月4日 †），又名牛保才，中國人民志願軍第15軍45師135團1營營部電話班副班長。上甘嶺戰役中，牧保才發現部隊與指揮部聯繫的電話線被炸毀，立即用新電話線填補缺口以保證通話暢通。當牧保才趕到最後一個缺口時，他的左腳被炸斷，新電話線也已經用完。他將斷頭一端的銅絲纏在手指上，用嘴咬住另一端，用自己的身體將電話線連接起來，爭取了三分鐘部隊與指揮部的通話時間，直至犧牲。
牧保才被追記特等功，追授二級戰鬥英雄榮譽稱號。